# Jerzy Józef Szembek
Jerzy Józef Elizeusz Szembek (ur. 14 czerwca 1851 w Ujściu, zm. 7 sierpnia 1905 w Porębie Żegoty) – polski duchowny rzymskokatolicki, biskup diecezjalny płocki w latach 1901–1903, arcybiskup metropolita mohylewski i administrator apostolski diecezji mińskiej w latach 1903–1905.

## Życiorys
Urodził się 14 czerwca 1851 w Ujściu na Podolu w rodzinie Józefa i Józefy z Moszyńskich. Dzieciństwo spędził w Warszawie przy rodzicach, następnie kształcił się w Gimnazjum św. Anny w Krakowie, które ukończył z wyróżnieniem w 1869. Studiował historię literatury polskiej i prawo na Uniwersytecie Jagiellońskim w Krakowie. Jako 38-latek wstąpił do seminarium duchownego w Saratowie. Tamże 19 marca 1893 otrzymał święcenia prezbiteratu.
Pracował jako duszpasterz w Astrachaniu i proboszcz parafii katedralnej w Saratowie, gdzie odbudował zniszczony kościół, zorganizował szkółki parafialne oraz utworzył dwa przytułki dla bezdomnych. Był profesorem seminarium duchownego w Saratowie. Uzyskał godność kanonika kapituły katedralnej.
15 kwietnia 1901 papież Leon XIII prekonizował go biskupem diecezjalnym diecezji płockiej. Święcenia biskupie otrzymał 30 czerwca 1901 w kościele św. Katarzyny w Petersburgu. Konsekrował go Bolesław Hieronim Kłopotowski, arcybiskup metropolita mohylewski, któremu asystowali Antanas Baranauskas, biskup diecezjalny sejneński, i Karol Antoni Niedziałkowski, biskup diecezjalny łucki i żytomierski. Diecezję płocką objął 7 lipca 1901. Jako jej ordynariusz przeprowadził gruntowną przebudowę katedry.
9 listopada 1903 decyzją papieża Piusa X został mianowany arcybiskupem metropolitą mohylewskim i administratorem apostolskim diecezji mińskiej. Rządy w archidiecezji przejął 9 maja 1904. Zwołał pierwszy zjazd biskupów metropolii mohylewskiej, na którym wystąpił w obronie praw Kościoła. W związku z carskim ukazem wprowadzającym wolność wiary rozpoczął wizytowanie ośrodków katolickich guberni mohylewskiej.
Konsekrował biskupa diecezjalnego kujawsko-kaliskiego Stanisława Zdzitowieckiego (1902), biskupa diecezjalnego Tyraspolu Josefa Aloisa Kesslera (1904) i biskupa diecezjalnego płockiego Apolinarego Wnukowskiego (1904), a także był współkonsekratorem podczas sakry biskupa diecezjalnego Tyraspolu Edwarda von Roppa (1902).
Podczas objazdu archidiecezji zachorował na tyfus. Zmarł 7 sierpnia 1905 w Porębie Żegoty, gdzie zatrzymał się u stryjecznego brata. Tamże 10 sierpnia 1905 został pochowany.